# Concepción Pérez Rivas
Concepción Pérez Rivas (Borriana, Plana Baixa, 1921 - segle XX) fou una anarquista valenciana.

## Biografia
Concepción Pérez Rivas va ser afiliada a la Confederació Nacional del Treball (CNT), de la qual va arribar a ser secretària de la Secció Femenina. També va ser membre de la Federació Ibèrica de les Joventuts Llibertàries. Aquesta darrera agrupació era una organització juvenil anarquista que fou creada l'any 1932, durant la Segona República a Madrid.
Durant la Guerra Civil, va contraure una unió lliure amb Eliseo Remolar. Les unions lliures eren compromisos voluntaris entre persones adultes, basades en el respecte i l'amor entre dues persones lliures i al marge de les subscrites mitjançant l'autorització de l'estat o l'església. L'amor lliure s'emmarcava dins de les relacions afectives dels anarquistes i de la lluita per l'emancipació de les dones, que comportava una proposta de reforma sexual que girava al voltant d'aquest concepte d'amor lliure i del control de la natalitat. L'amor lliure no admetia la idea de possessió, sinó que concebia les relacions entre dones i homes des de la igualtat i la llibertat, com a éssers autònoms i independents, units únicament pel sentiment d'estima. Tal com es formaven, aquestes unions podien dissoldre’s també lliurement, en extingir-se el sentiment de l'amor.
Concepción va ser acusada pels feixistes d'adhesió a la rebel·lió militar per ser militant anarquista, per haver participat activament en vagues abans del 16 de juliol de 1936, i per haver profanat sepultures en el cementiri de Borriana. També va ser acusada per haver contret matrimoni a l'ús llibertari amb el cap dels antifeixistes del seu poble. Per tot açò, va ser condemnada a una pena de vint anys de reclusió menor, mitjançant un consell de guerra una volta acabat el conflicte bèl·lic.
El seu nom va formar part doncs de la llarga llista de persones que van sofrir les represàlies, per haver-se posicionat a favor de la legalitat del govern republicà.